# Буревісник (футбольний клуб, Москва)
Футбольний клуб «Буревісник» (рос. Футбольный клуб «Буревестник») — радянський та російський футбольний клуб з Москви, заснований у 1924 році. Виступає в аматорській лізі Росії. Домашні матчі приймає на стадіоні «Іскра», місткістю 1 000 глядачів.

### Історія назв
- 1924—1931 — «Радторгслужбовці»;
- 1931—1936 — СКіД («Союз кооперації і держторгівлі»);
- 1936—1999 — «Буревісник»;
- 1999—2000 — «Ростокіно-Буревісник»;
- 2000—2003 — «Буревісник»;
- 2003—2004 — «Пресня-Буревісник»;
- 2004—2009 — «Буря»;
- з 2009 — «Буревісник».

## Досягнення
- Третій дивізіон
  - Бронзовий призер: 2009.